# Liste des telenovelas et séries d'ABS-CBN

Logo d'ABS-CBN depuis le 1er janvier 2014.

Cet article présente la liste des telenovelas et séries d'ABS-CBN par année de 1963 à aujourd'hui.

## Années 1960

### 1963
- Hiwaga sa Bahay na Bato

### 1964
- Larawan ng Pag-ibig

### 1967
- Prinsipe Amante

## Années 1970

### 1970
- Elisa

## Années 1980

### 1986
- Angkan
- Luneta: Discovery Hour
- Hilakbot
- Ina

### 1987
- Ang Pamilya Ko

### 1988
- Pag-ibig o Karangalan
- Umiikot ang Kapalaran

### 1989
- Agila
- Bubog sa Puso
- Sta. Zita At Si Mary Rose
- Anna Luna

## Années 1990

### 1991
- Isabel, Sugo ng Birhen
- Sebya, Mahal Kita

### 1992
- Valiente
- Mara Clara

### 1995
- Familia Zaragoza

### 1996
- Gimik

### 1997
- Esperanza
- Mula sa Puso
- !Oka Tokat

### 1999
- Marinella
- G-mik
- Ang Munting Paraiso
- Tabing Ilog
- Saan Ka Man Naroroon
- Labs Ko Si Babe

## Années 2000

### 2000
- Pangako Sa 'Yo

### 2001
- Sa Dulo Ng Walang Hanggan
- Recuerdo de Amor
- Sa Puso Ko Iingatan Ka
- Your Honor

### 2002
- Kay Tagal Kang Hinintay
- Bituin
- Kapalaran (regionale)
- Berks

### 2003
- Darating ang Umaga
- Sana'y Wala Nang Wakas
- Basta't Kasama Kita
- It Might Be You

### 2004
- Marina
- Sarah the Teen Princess
- Mangarap Ka
- Seasons of Love
- Hiram
- Maid in Heaven
- Krystala
- Spirits

### 2005
- 'Til Death Do Us Part
- Mga Anghel na Walang Langit
- Ikaw ang Lahat sa Akin
- Kampanerang Kuba
- Vietnam Rose
- Ang Panday

### 2006
- Gulong ng Palad
- Sa Piling Mo
- Bituing Walang Ningning
- Calla Lily
- Super Inggo
- Crazy for You
- Maging Sino Ka Man

### 2007
- Sana Maulit Muli
- Maria Flordeluna
- Palimos ng Pag-ibig
- Rounin
- Hiram Na Mukha
- Walang Kapalit
- May Minamahal
- Ysabella
- Natutulog Ba ang Diyos?
- Margarita
- Kokey
- Pangarap na Bituin
- Lastikman
- Prinsesa ng Banyera
- Princess Sarah

### 2008
- Patayin sa Sindak si Barbara
- Kung Fu Kids
- Palos
- Lobo
- Maligno
- Ligaw na Bulaklak
- My Girl
- Iisa Pa Lamang
- Dyosa
- I Love Betty La Fea
- Kahit Isang Saglit
- Pieta
- Eva Fonda

### 2009
- Tayong Dalawa
- May Bukas Pa
- Kambal sa Uma
- Only You
- Bud Brothers
- The Wedding
- Katorse
- Dahil May Isang Ikaw
- Ang Lalaking Nagmahal Sa Akin
- Florinda
- Lovers in Paris
- Nagsimula sa Puso
- Somewhere In My Heart
- My Cheating Heart

## Années 2010

### 2010
- Tanging Yaman
- Kung Tayo'y Magkakalayo
- Magkano Ang Iyong Dangal?
- Love Is Only in the Movies
- Habang May Buhay
- Agua Bendita
- The Substitute Bride
- Rubi
- You're Mine, Only Mine
- Lumang Piso Para sa Puso
- Love Me Again
- Impostor
- Rosalka
- Momay
- Magkaribal
- Midnight Phantom (en)
- Noah
- Kristine
- 1DOL
- Alyna (en)
- Kokey @ Ako
- Imortal
- Juanita Banana
- Mara Clara
- Sabel

### 2011
- Mutya
- Green Rose
- Mana Po
- Minsan Lang Kita Iibigin
- Mula sa Puso
- Good Vibes
- 100 Days to Heaven
- Guns and Roses
- Reputasyon
- Maria la del Barrio
- My Binondo Girl
- Growing Up
- Nasaan Ka Elisa?
- Budoy
- Angelito: Batang Ama
- Ikaw Ay Pag-Ibig

### 2012
- Walang Hanggan
- Lumayo Ka Man Sa Akin
- Mundo Man ay Magunaw
- E-Boy
- Oka2Kat
- Wako Wako
- Dahil Sa Pag-ibig
- Kung Ako'y Iiwan Mo
- Princess and I
- Aryana
- Hiyas
- Lorenzo's Time
- Be Careful With My Heart
- Kahit Puso'y Masugatan
- Pintada
- Angelito: Ang Bagong Yugto
- Ina, Kapatid, Anak
- A Beautiful Affair
- Paraiso

### 2013
- Kailangan Ko'y Ikaw
- May Isang Pangarap
- Kahit Konting Pagtingin
- Juan dela Cruz
- Apoy Sa Dagat
- Little Champ
- Dugong Buhay
- My Little Juan
- Annaliza (en)
- Huwag Ka Lang Mawawala
- Muling Buksan Ang Puso
- Got to Believe
- Bukas Na Lang Kita Mamahalin
- Galema: Anak ni Zuma
- Maria Mercedes
- Honesto

### 2014
- The Legal Wife
- Ikaw Lamang
- Dyesebel
- Mirabella
- Moon of Desire
- Sana Bukas pa ang Kahapon
- Pure Love
- Hawak Kamay
- Two Wives
- Forevermore
- Bagito
- Dream Dad

### 2015
- Oh My G!
- FlordeLiza
- Nasaan Ka Nang Kailangan Kita
- Inday Bote
- Bridges of Love
- Nathaniel
- Pangako Sa 'Yo
- Pasión de gavilanes
- Pasión de Amor
- Ningning
- On the Wings of Love
- Doble Kara
- All of Me
- Ang Probinsyano
- Walang Iwanan
- You're My Home
- And I Love You So

### 2016
- Be My Lady
- Tubig at Langis
- Dolce Amore
- We Will Survive
- The Story of Us
- My Super D
- Born for You
- Till I Met You
- The Greatest Love
- Magpahanggang Wakas
- Langit Lupa

### 2017
- A Love to Last
- My Dear Heart
- The Better Half
- Wildflower
- Pusong Ligaw
- Ikaw Lang ang Iibigin
- La Luna Sangre
- The Promise of Forever
- The Good Son
- Hanggang Saan

### 2018
- Asintado
- Sana Dalawa ang Puso
- The Blood Sisters
- Bagani
- Since I Found You
- Araw Gabi
- Halik
- Ngayon at Kailanman
- Playhouse
- Kadenang Ginto
- Los Bastardos

### 2019
- The General's Daughter
- Nang Ngumiti ang Langit
- Hiwaga ng Kambat
- Sino ang May Sala?: Mea Culpa
- The Killer Bride
- Parasite Island
- Pamilya Ko
- Sandugo
- Starla
- The Haunted

## Années 2020

### 2020
- Make It with You
- A Soldier's Heart
- Love Thy Woman
- 24/7
- Ang sa Iyo ay Akin
- Walang Hanggang Paalam
- Bagong Umaga

### 2021
- Huwag Kang Mangamba
- He's Into Her
- Init sa Magdamag
- La Vida Lena
- Marry Me, Marry You
- Viral Scandal

### 2022
- Too Good to Be True
- Darna
- Flower of Evil
- The Broken Marriage Vow
- The Iron Heart

### 2023
- Dirty Linen
- Batang Quiapo
- Pira-pirasong Paraiso
- Nag-aapoy na Damdamin
- Senior High
- Can't Buy Me Love

### Sources
- (en) Cet article est partiellement ou en totalité issu de l’article de Wikipédia en anglais intitulé « List of ABS-CBN drama series » (voir la liste des auteurs).